# Churchill (Hudsonov zaljev)
Churchill (eng. Churchill River) je velika rijeka u Kanadi, duga 1 609 km, koja se ulijeva u Hudsonov zaljev.

## Zemljopisne karakteristike
Rijeka Churchill izvire iz jezera Churchill, na sjeverozapadu Saskatchewana, odtamo teče meanrirajući prema sjeveroistoku kroz Saskatchewan i Manitobu da se nakraju ulije u Hudsonov zaljev kod mjesta Churchill.
Na svom toku do ušća Churchill ima brojne brzake, vodopade, kanjone i brojna jezera (što je karakteristika rijeka Kanadskog štita). Većina tih jezera je ostatak posljednjeg ledenog doba. Najveće od tih jezera je Južno Indijansko jezero (2 015 km²), zatim slijedi Peter Pond (777 km²), Churchill (543 km²), Granville (429 km²) i Lac Île-à-la-Crosse (391 km²) kod kojeg Churchill prima svoju najveću pritoku Beaver dugu 491 km.
Rijeka je dobila ime po Johnu Churchillu, guverneru Hudson's Bay Company od 1685. do 1691. nju su indijanci iz plemena Cree zvali Missinipi, a to znači Velika rijeka.
Churchill ima porječje veliko 281 300 km², koje se proteže kroz kanadske provincije Saskatchewan i Manitobu.
Na rijeci nema puno hidroelektrana, osim jedne sagrađene još 1929. na vodopadima u Saskatchewanu za potrebe obližnjih rudnika. Ali je kod Južnog Indijanskog jezera 1976. izgrađen kanal kojim se čak 60 % voda rijeke odvode u rijeku Nelson.Nakon brojnih protesta ekologa, zbog ugrožavanja flore i faune, podignuta je brana krajem 1990-ih nekih 13 km od ušća rijeke, pa je razina vode opet porasla.

## Vanjske poveznice
- Churchill River (Manitoba) na portalu Canadian Encyclopedia  Arhivirana inačica izvorne stranice od 28. srpnja 2012. (Wayback Machine) (engl.)

### Drugi projekti
|  | Zajednički poslužitelj ima još gradiva o temi Churchill (Hudsonov zaljev) |